# Sâncrai (okręg Harghita)
Sâncrai (węg. Székelyszentkirály) – wieś w Rumunii, w okręgu Harghita, w gminie Dealu. W 2011 roku liczyła 1105 mieszkańców.